# Timia
 (avril 2018).
Si vous disposez d'ouvrages ou d'articles de référence ou si vous connaissez des sites web de qualité traitant du thème abordé ici, merci de compléter l'article en donnant les références utiles à sa vérifiabilité et en les liant à la section « Notes et références ».
Timia est une localité et une commune rurale du Niger, département d'Iférouane, région d’Agadez.

## Géographie

### Situation
Timia est localisée au centre du massif de l’Aïr, à 150 km au sud d’Iferouāne et à 220 km au nord-est d’Agadez. La commune rurale de Timia est limitée par six communes rurales, respectivement Tabelot au sud, Dabaga au sud-ouest, Iferouāne au nord, Dannet à l’ouest, Gougaram au nord-ouest et Fachi à l’est. 

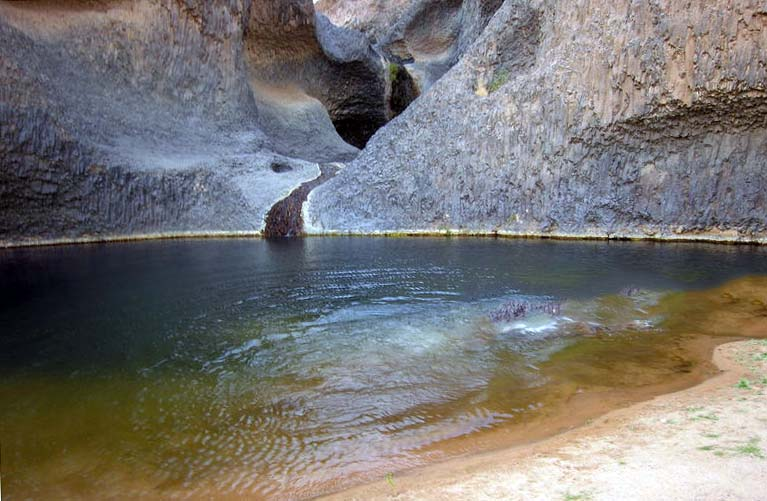
La cascade de Timia

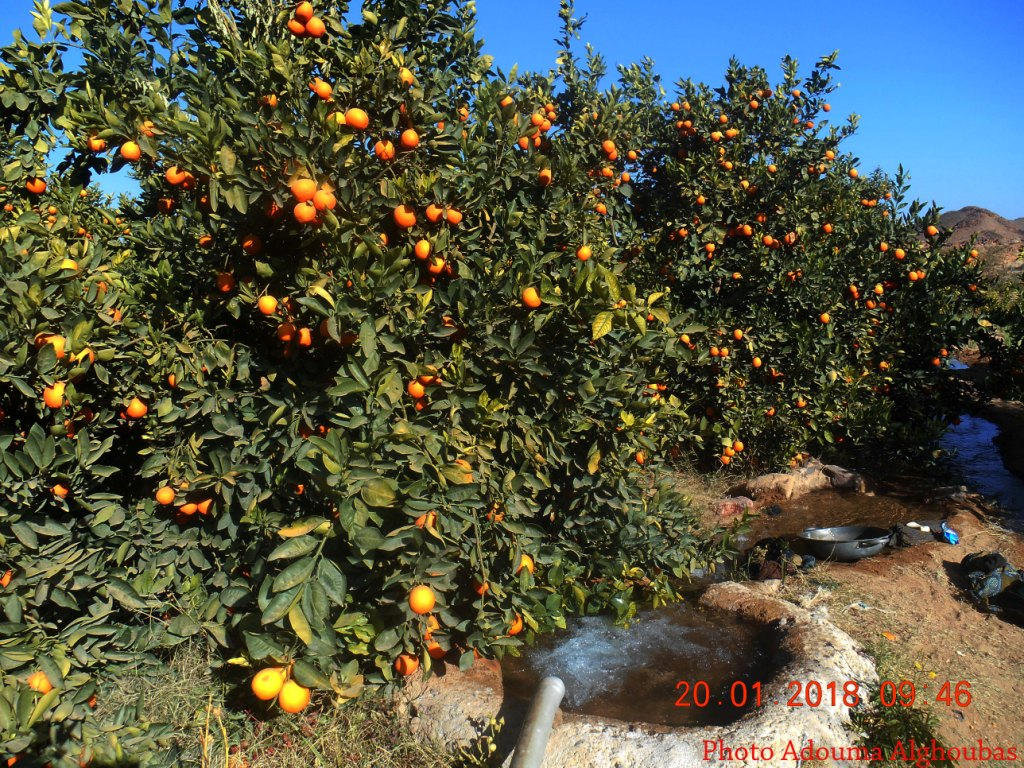
Orangeraie de Timia

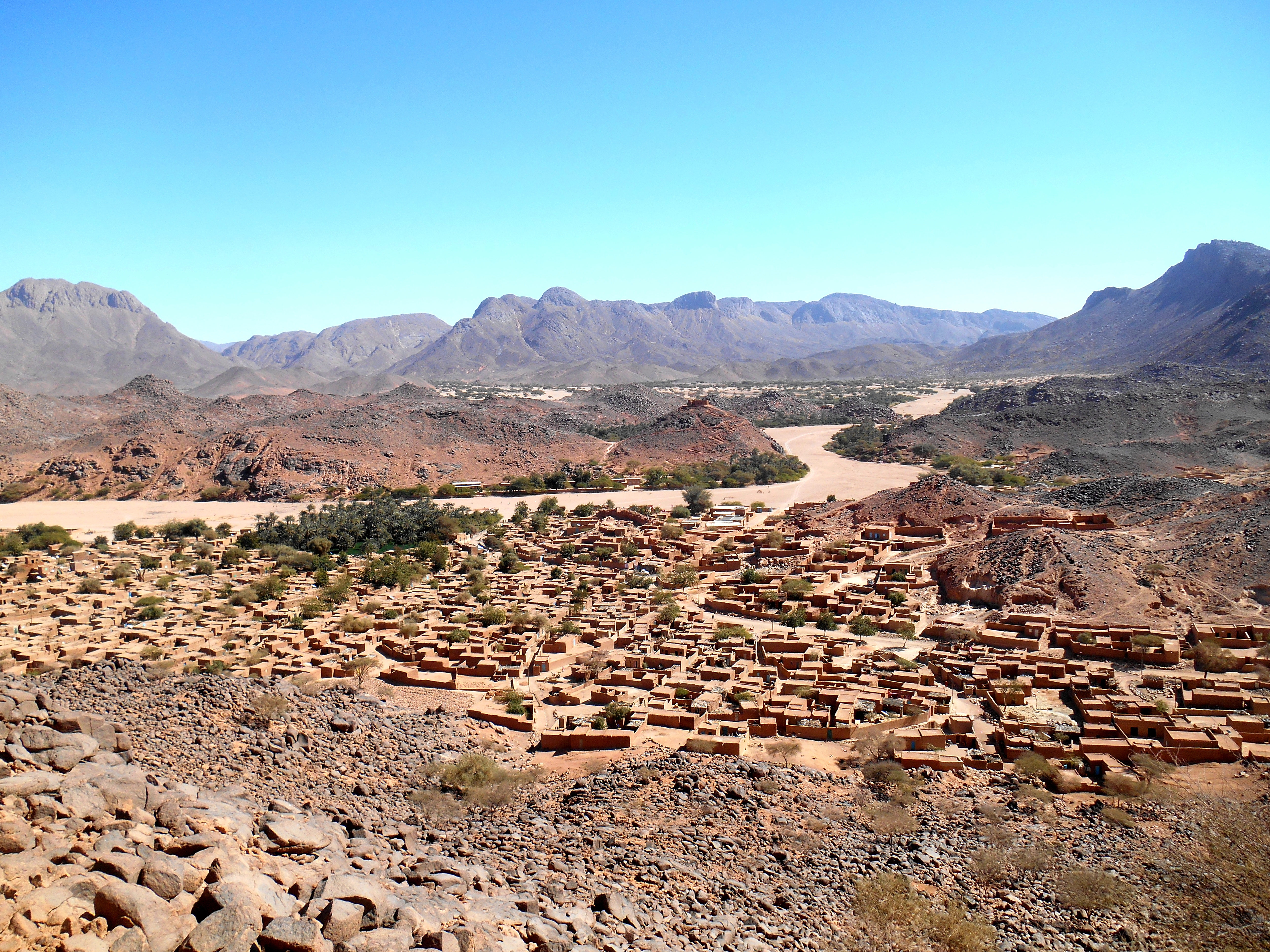
L'oasis de Timia (photo Adouma Alghoubas).

| Iférouane        | Iférouane |       |
| Gougaram, Dannet | Timia     | Fachi |
| Dabaga           | Tabelot   |       |

De forme trapézoïdale, la commune rurale de Timia  est allongée d’est en ouest avec une superficie d’environ 32 000 km2 dont 70 % de son espace est occupé par des massifs montagneux. 
La commune rurale de Timia se situe entre 18° et 19° de latitude Nord et entre 8° et 11° de longitude Est. 

### Climat
Le climat est semi-aride, de type sahélo-saharien caractérisé par des amplitudes thermiques élevées. Les précipitations sont faibles et irrégulières dans l'espace et dans le temps. Elles sont conditionnées par la position du front intertropical (FIT), qui atteint en août sa limite la plus septentrionale. En termes de pluviométrie, la commune rurale de Timia est quasiment identique au reste du Massif de l’Aïr.

### Relief
La géologie de la commune, est très complexe. En témoigne la diversité et la richesse des dépôts au cours des différents époques du précambrien et du quaternaire. Ces formations géologiques confèrent à la commune un relief fort contrasté et accidenté permettant ainsi d’identifier des unités géomorphologiques constituées des massifs montagneux (Bounday, Egalagh, Bilat et Aroyan), des collines, des glacis, des regs et des ergs. Ces massifs montagneux constituent des véritables collecteurs d’eau qui s’écoulent sous forme de torrent le long des réseaux hydrographiques. Ces écoulements permettent ainsi d’alimenter les nappes phréatiques relativement peu profondes, offrant à la commune un écosystème typique d’une oasis de montagne favorable aux activités maraîchères, à l’arboriculture et à l’élevage. 

### Flore et faune
La végétation de la commune est assez diversifiée et répartie de façon hétérogène. Elle se compose d’une grande variété de plantes ligneuses et herbacées. Quant à la faune, elle est peu diversifiée et est composée d’outardes, de gazelles, de chacals, de mouflons, d'oiseaux migrateurs etc. La commune fait partie de la réserve nationale naturelle de l’Aïr et du Ténéré (RNNAT) dans sa partie Est notamment une proportion importante de la sous-zone de Timia et toute la sous-zone de Naballow.

### Sols
De manière générale, les sols identifiés au sein de la commune se caractérisent par leur faible évolution pédologique et leur grande sensibilité à l’érosion hydrique et éolienne. Ce sont des sols limono-argileux, argileux et sableux.

## Histoire
La commune rurale de Timia est instaurée en 2002.

## Démographie

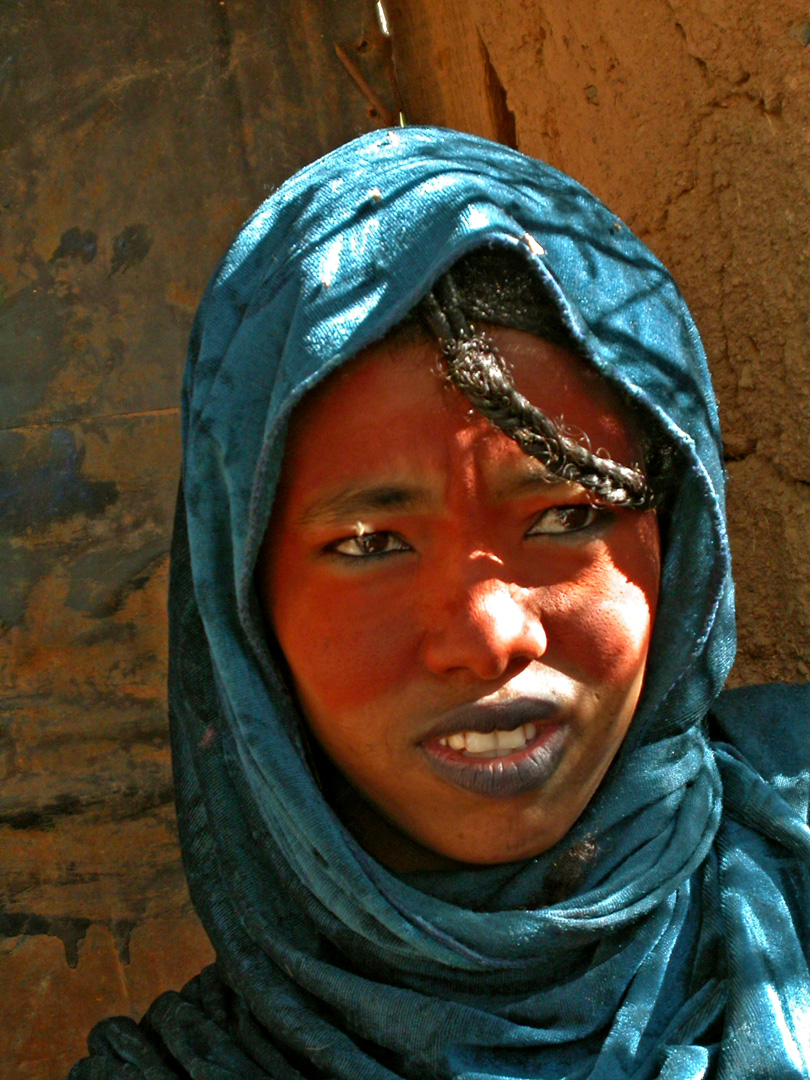
Une femme de Timia

La population de la commune de Timia est estimée à 23 645 habitants selon les résultats du recensement administratif de 2014.
Selon le recensement général de la population et de l’habitat (RGP/H 2012), la population de la commune rurale de Timia était de 19 076 habitants en 2012. Sur la base du taux d’accroissement démographique, la population de la commune rurale est estimée en 2016 à 22 231 habitants composés de 11 338 femmes (51 %) et 10 893 hommes (49 %), répartis dans 3 705 ménages. la densité est de 1,5 habitant au km².
La commune est habitée en majorité par diverses tribus touaregs de la confédération Kel Ewey arrivées du nord en vagues successives vers le XVe siècle.
L’organisation sociale de chaque tribu repose sur des structures hiérarchisées selon des us et coutumes. En effet, la diversité des tribus révèle une certaine hétérogénéité dans leur forme d’organisation sociale, mais laisse également apparaître des caractéristiques communes. Dans beaucoup des cas, c’est le système parental qui façonne les modes de vie.

## Localités
La commune s'étend sur six villages, un hameau, 96 camps et 25 points d'eau au sud du département d'Iférouane.

## Économie

### Maraîchage
Le maraîchage associé à la culture des céréales constitue la principale activité des populations de la commune. Les différentes spéculations sont les céréales, les agrumes et les légumes.

### Élevage
L’élevage constitue la seconde activité de la population de la commune de Timia. C’est un élevage de type extensif mais de plus en plus un élevage de case y est développé. Les espèces animales élevées sont les caprins, les ovins, les asins, les camelins et quelques bovins.

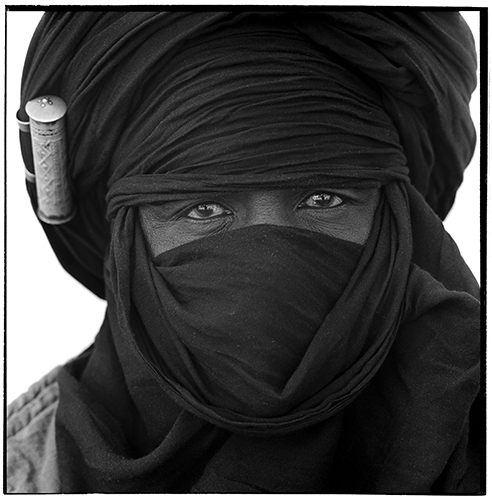
Homme de Timia

### Commerce
Les activités commerciales de la commune sont peu florissantes malgré la création et l’ouverture de plusieurs marchés. Elles sont de plus en plus diversifiées et satisfont la demande. Elles couvrent à la fois la vente des produits de première nécessité, des hydrocarbures, du bétail et de produits de luxe. Ces activités sont assurées par des commerçants (grossistes, boutiquiers et tabliers).
Les échanges commerciaux se déroulent tant à l’intérieur de la commune (marché de Tefarawt et de Naballow) qu’à l’extérieur avec les marchés d’Agadez, d’Arlit, de Tabelot, de Niamey, de Tamanrasset en Algérie et de Kano au Nigeria.

### Artisanat
Jadis considérée comme une activité de la caste forgeronne, l’artisanat emploie aujourd’hui toutes les couches sociales de la commune. Les principaux corps de métier sont : la bijouterie, la vannerie, la sparterie, la maroquinerie et la sculpture. Les objets fabriqués sont très prisés par les touristes.

### Tourisme et hôtellerie

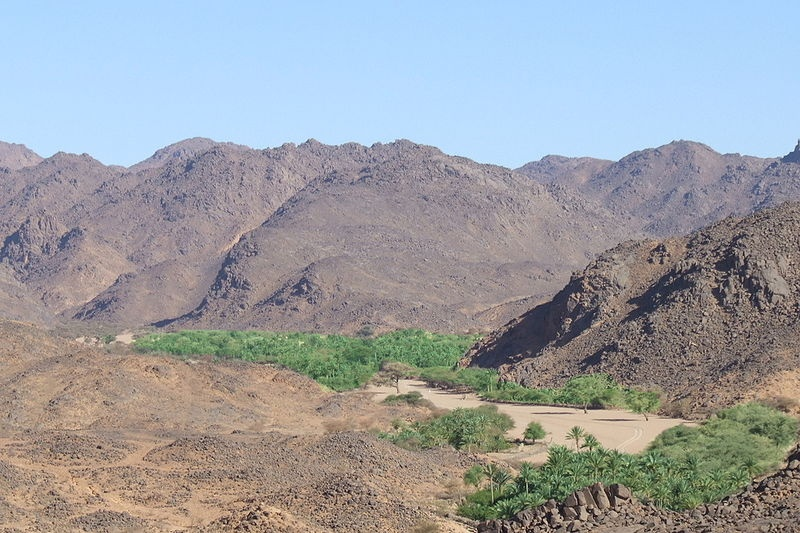
La vallée de Timia

La commune rurale de Timia reste et demeure pour beaucoup d’agences de voyage le point de passage des excursions touristiques. En plus d’importants vestiges et gravures rupestres, on peut y observer toute une gamme d’espèces d’animaux rares tels que l’outarde, la gazelle, le mouflon, etc.
En matière hôtelière, la commune dispose au niveau de son chef-lieu d'auberges (Auberge Taguelmoust, Auberge de Timia) et de campings.

### Mines, carrières et énergies
Les ressources minières de la commune sont très peu connues. Celles qui le sont, comme la cassitérite, l’or et la colombite, sont exploitées de façon artisanale et de manière informelle.
Pour les énergies, le chef-lieu de la commune dispose d’un générateur électrique de moyenne capacité qui couvre difficilement les besoins. Aussi le village de Tassalwat est doté d’un générateur communautaire non-opérationnel. L’utilisation de l'énergie solaire est peu développée et se limite à quelques édifices publics tandis que la principale source d’énergie domestique (bois) est très exploitée malgré l’introduction du gaz butane.

## Secteurs sociaux

### Santé
La commune de Timia dispose de huit centres de santé intégrée (CSI) dont deux de type II (Timia et Abarakan) et six (6) de type I (Tefarawt, Tewat, Zomo, Tassalwat, Oufen et Ajirou). En plus de ces CSI, la commune compte douze (12) cases de santé  dont 7 sont fonctionnelles et deux maternités (Timia, Abarakan). Le taux de couverture sanitaire de la commune est de 72 % en 2015.
Le personnel soignant se compose de dix infirmiers (4 TSSI et 6 ASB), deux sage-femme, un laborantin,  six agents de santé communautaire (ASC), deux filles de salle.
Les pathologies les plus fréquentes sont les affections respiratoires, le paludisme, les affections digestives, les traumatismes-brûlures, les affections ophtalmologiques, dermatologiques, bucco-dentaires, ostéo-articulaires, les diarrhées sanguinolentes et les problèmes ORL (oto-rhino-laryngologiques).

### Éducation
La commune compte actuellement treize jardins d’enfants au préscolaire dont un public et douze communautaires, trente-deux écoles primaires traditionnelles dont trois écoles franco-arabes. Les infrastructures d’accueil sont au nombre de quatre-vingt-trois classes dont soixante-et-onze en matériaux définitifs, six en semi-dur, une en banco et cinq en paillote. Le personnel d’encadrement est composé de quatre-vingt enseignants dont dix titulaires, soixante-dix contractuels et d’un secteur éducatif composé de deux cadres. Ces écoles abritent un effectif de 1744 élèves dont 1100 garçons soit 63,07 % et 644 filles soit 36,93 %. Le taux brut de scolarisation à la rentrée 2016 était de 47,55 %.
Au niveau du secondaire, la commune de Timia comporte un complexe d’enseignement secondaire (CES) avec un lycée couplé à un collège franco-arabe pour un effectif de 302 élèves dont 189 garçons et 113 filles encadrés par neuf professeurs pour toutes les disciplines, soit un ratio moyen de 21 élèves par professeur. Ces établissements comptent onze classes en matériaux définitifs, un bloc administratif, un magasin, une cuisine, des latrines et une clôture en matériaux définitifs pour le CES.

## Hydraulique

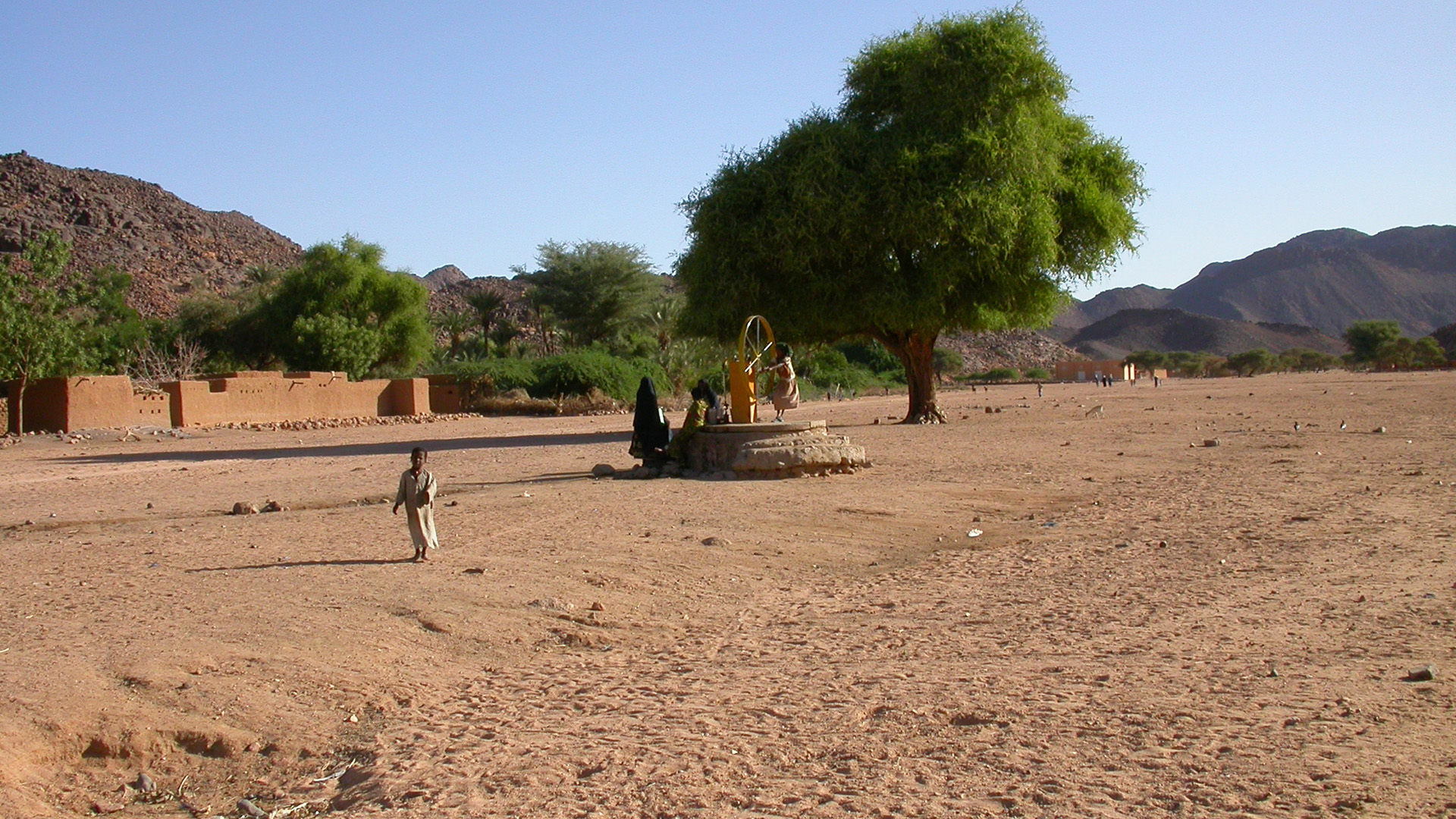
Un puits villageois à Timia

La commune rurale de Timia dispose de vingt-sept forages équipés de pompes à motricité humaines, de cinq puits équipés de système solaire, de dix puits modernes, de trois mini AEP dont deux non-fonctionnelles et de soixante-douze puits pastoraux.

## Transport

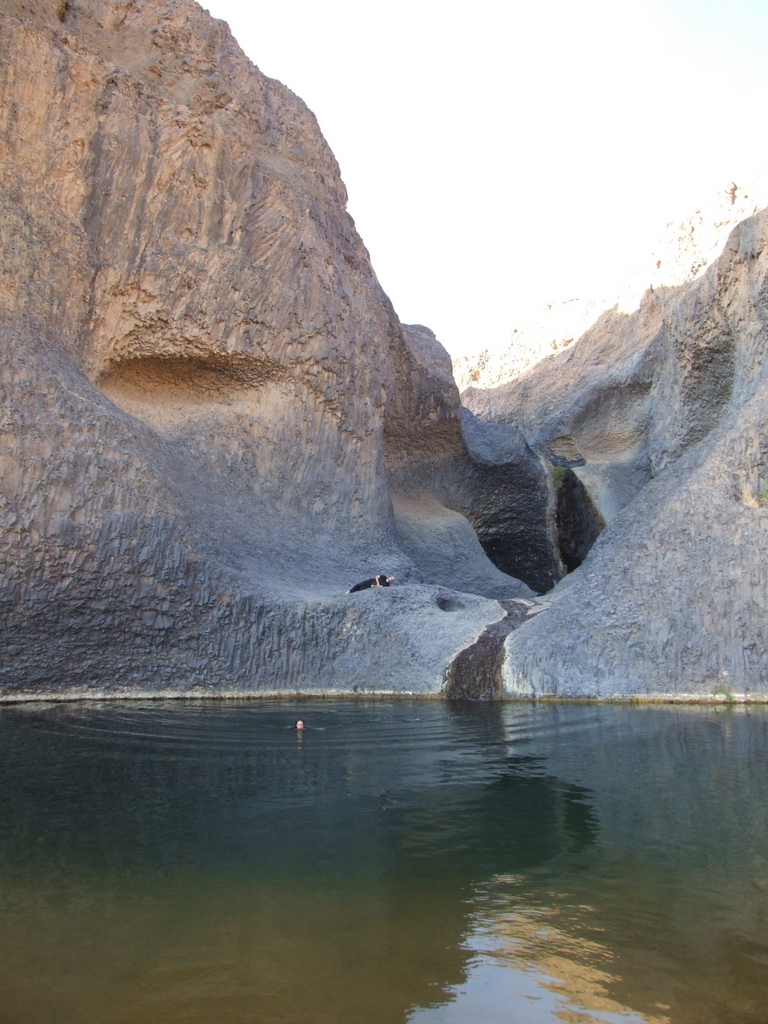
La cascade de Timia

Le réseau routier communal comprend six axes principaux totalisant 1100 kilomètres. Il s’agit des axes Timia - Aoudaras - Dabaga - Agadez ; Timia - Arlit ; Timia - Tabelot – Agadez ; Timia – Elmeki - Agandawel – Dabaga - Agadez ; Timia – Iférouane et Timia - Ajirou - Tabelot.
Ne disposant que de pistes rurales très dégradées, le réseau routier de Timia s’incruste dans le massif de l’Aïr jalonné d’oueds, de bassins versants et autres koris qui rendent la circulation difficile pendant la saison des pluies.
Ces pistes rurales relient la commune au reste de la région. D’autres pistes plus dégradées relient les villages entre eux. Certaines traversées difficiles des koris ont fait l’objet de traitement en radiers pour faciliter le transport pendant la saison des pluies.
Le transport des productions, des voyageurs et celui des produits de première nécessité est assuré par des camions communautaires et privés.

## Communication
En matière de communication, la commune est dotée d’une radio communautaire à faible rayon d’écoute. À la fin de 2015, cette radio a connu une panne technique due à la vétusté du matériel. À cela s’ajoute l’insuffisance du personnel et l’inadaptation des locaux.
En plus de la téléphonie et de la radio, les ménages les plus nantis ont aussi accès à la télévision à travers les chaines satellitaires captées sur des antennes paraboliques fixes.
La couverture en réseau de téléphonie mobile s’est améliorée avec la présence de deux opérateurs à savoir Orange et Airtel dans les localités de Timia et Tefarawt.
Certains particuliers utilisent aussi des téléphones satellitaires.

## Formation professionnelle et emploi
Dans la commune rurale de Timia, il existe deux centres de formation professionnelle. Les autres lieux d’apprentissages existants sont les ateliers de couture, les garages, les ateliers de soudure, les ateliers de menuiserie bois et métallique et les centres artisanaux.

## Composition du Conseil
La Commune rurale de Timia, dispose d’un organe délibérant en l’occurrence le Conseil Municipal composé de 11 conseillers élus dont 3 femmes et 2 conseillers de droit comprenant les deux chefs (village de Timia et chef de groupement Imakitan) et d’un organe exécutif comprenant le Maire et un adjoint au maire. Le staff administratif et technique est composé d’un Secrétaire, d’un receveur, d’un secrétaire municipal et  d’un agent d’état civil .

## L'oasis de Timia
Timia, village du Niger établi au cœur de l’Aïr à 200 km d’Agadez, est aussi une superbe oasis. Dans ses nombreux jardins, la population touareg cultive des légumes (oignons, tomates) et des céréales et produit des agrumes (oranges, pamplemousses), et des dattes.

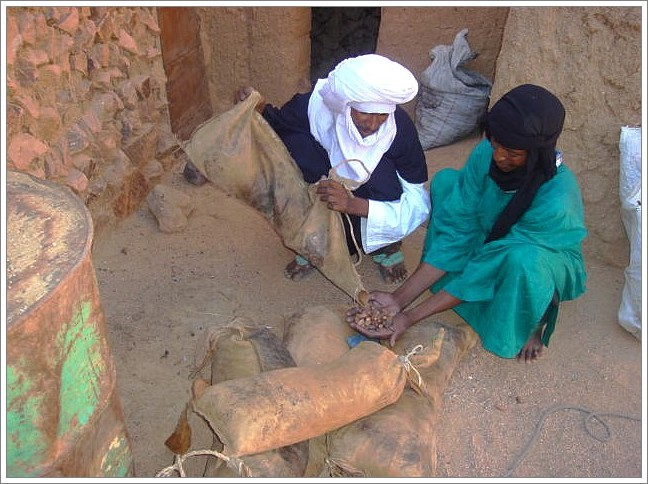
[http://touaregsmirages.canalblog.com/tag/Timia

## Le journalLa lettre de Timia
La Lettre de Timia est un journal d’information édité par la communauté des ressortissants et amis de la commune rurale de Timia. Ce journal est né de la nécessité d’apporter une réponse au besoin essentiel d’information des leaders d’opinion, des membres de la société civile et des partenaires de développement de la commune.
Cette publication a pour principales missions d’informer et de sensibiliser les ressortissants et les amis de Timia sur la vie quotidienne des habitants de la Commune. Elle constitue également un outil de sensibilisation et d’action pour un changement de comportement à tous les niveaux.

## La réserve naturelle communale du Mont Egalagh (RNC&ME)

### Localisation
La future réserve communale du Mont Egalah se trouve au nord du Niger, précisément dans la commune rurale de Timia, qui est située au cœur du massif de l’Aïr, dans la région d’Agadez. Cette  future réserve partage une partie de sa frontière avec la réserve nationale naturelle de l’Aïr et du Ténéré (RNNAT) qui est aussi en connexion avec la réserve nationale de la Termit et Tin-Toumma (RNNTT) qui forment le biome saharien avec la réserve de biosphère du Gadabedji (RBG). Le biome Sahélo-Saharien constitué par ces aires protégées est caractérisé par des écosystèmes désertiques et semi-désertiques d’une très grande importance. Cette réserve communale, première du genre au Niger couvre une superficie d'environ 400 000 ha.

### Défis majeurs
- Braconnage  (faune sauvage très  menacée) ;
- Déforestation (coupe abusive des arbres, gaulage, carbonisation) ;
- Modification du milieu (avec l’action de l’érosion, prolifération des espèces envahissantes tel que le prosopis juliflora  et l’extension des vergers) ;
- Pollution du sol et de l’air  due à la prolifération des déchets plastiques, à l’utilisation des produits chimiques dans l’agriculture et à l’exploitation minière ;
- Piétinement des sites archéologiques et historiques,
- Migration occasionnée par les activités aurifères et maraichères  (circulation intense  et pression sur les ressources naturelles)
- Rapports conflictuels entre l’homme et la faune  (carnivores (chacal, caracal) et bergères ; singes et les maraichers)
- Pression pastorale (dégradation de certains sites et parcours pastoraux)

### Objectifs poursuivis
Le projet de création et d'aménagement de la réserve naturelle communale du Mont Egalagh (RNC/ME)est une initiative endogène s’inscrit dans le cadre des efforts déployés dans la région de l'Aïr pour améliorer les conditions de vie des communautés locales. Cette initiative, portée par la collectivité, vise à préserver et à gérer de manière durable les écosystèmes oasiens. Elle adopte une approche participative pour l'aménagement et la gestion des ressources naturelles dans la commune rurale de Timia.

### Efforts des communautés locales
La communauté locale déploie des efforts inlassables dans la préservation des écosystèmes. Plusieurs séances de sensibilisations ont permis de susciter en elles une prise de conscience en faveur de la protection de la biodiversité. Des nombreux agents communautaires contribuent au suivi de proximité des écosystèmes, à la sensibilisation et à la dénonciation des actes de criminalité environnementale. 
La mise en place des organes de gestion au sein des villages et vallées pastorale contribuera à atteindre des résultats concluants en termes de protection de l'environnement et de gestion des ressources naturelles. L'approche recherchée est d'associer la conservation au développement socio-économique des communautés pour cela la commune est chargée de mobiliser les partenaires sensibles à la question.

## La Croix de Timia

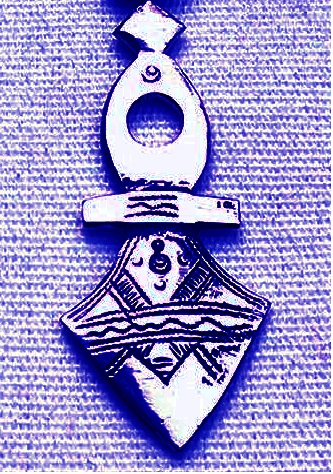
La croix de Timia

La Croix de Timia est un bijou de la légende de la Croix du Sud, présente dans le désert saharien et portée par les Touareg. On recense 21 modèles de croix. Elles sont en argent et fabriquées par les forgerons. Ces 21 croix sont considérées comme emblèmes de localité ou de région.
Une légende Touareg affirme qu'un jeune guerrier noble, interdit de voir sa belle par son père, fit forger un bijou qui combine les deux syllabes de tara, mot qui signifie « amour » en tamachek, pour en faire l'objet devant servir de lien entre lui et sa princesse. Cette croix devint un bijou à part entière, réclamé par toutes les fiancées à leurs nobles servants. Il ne contient rien de magique, si ce n'est la sincérité et la force de la passion qui étaient à la base de sa naissance. Chez les Touareg, cette croix était transmise de pères en fils et pourrait symboliser les quatre points cardinaux, car un Touareg dit : « Mon fils, je te donne les 4 coins du monde, car on ne peut savoir où on mourra ». 

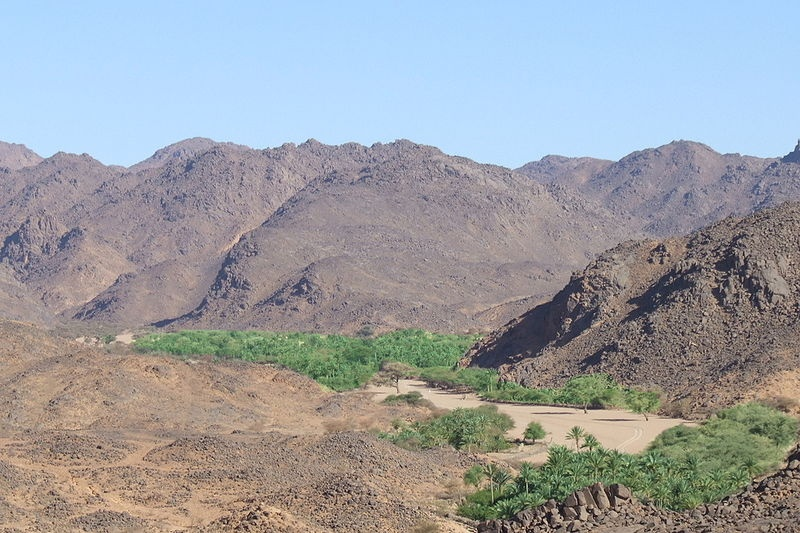
La vallée de Timia
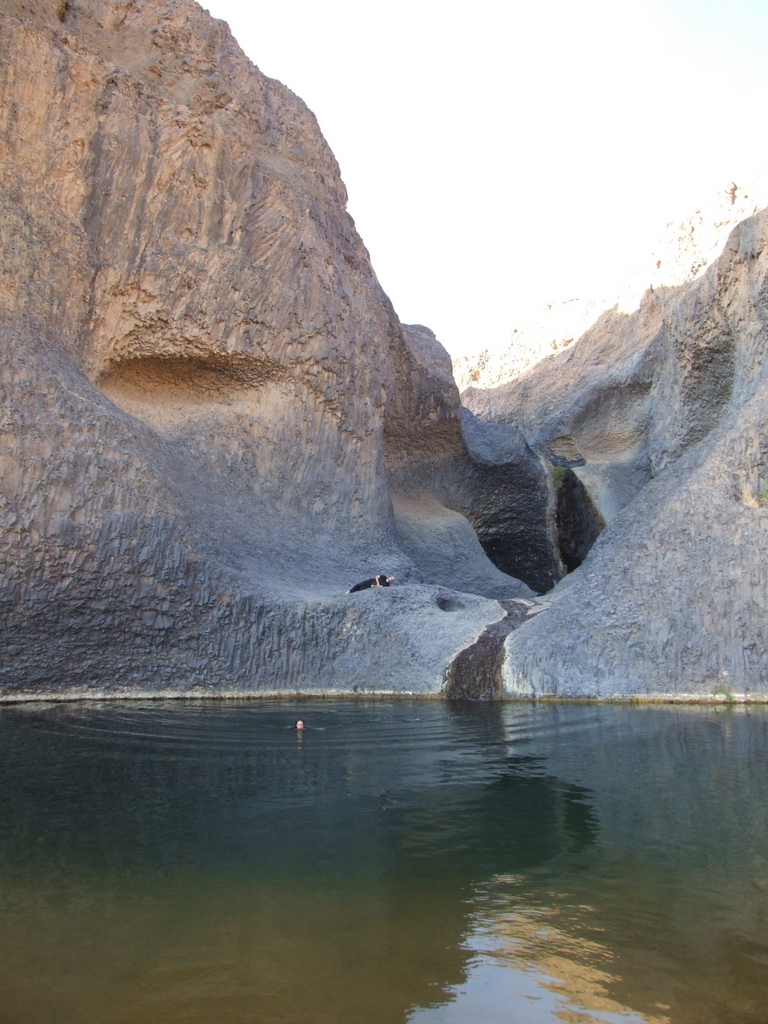
Guelta de Timia
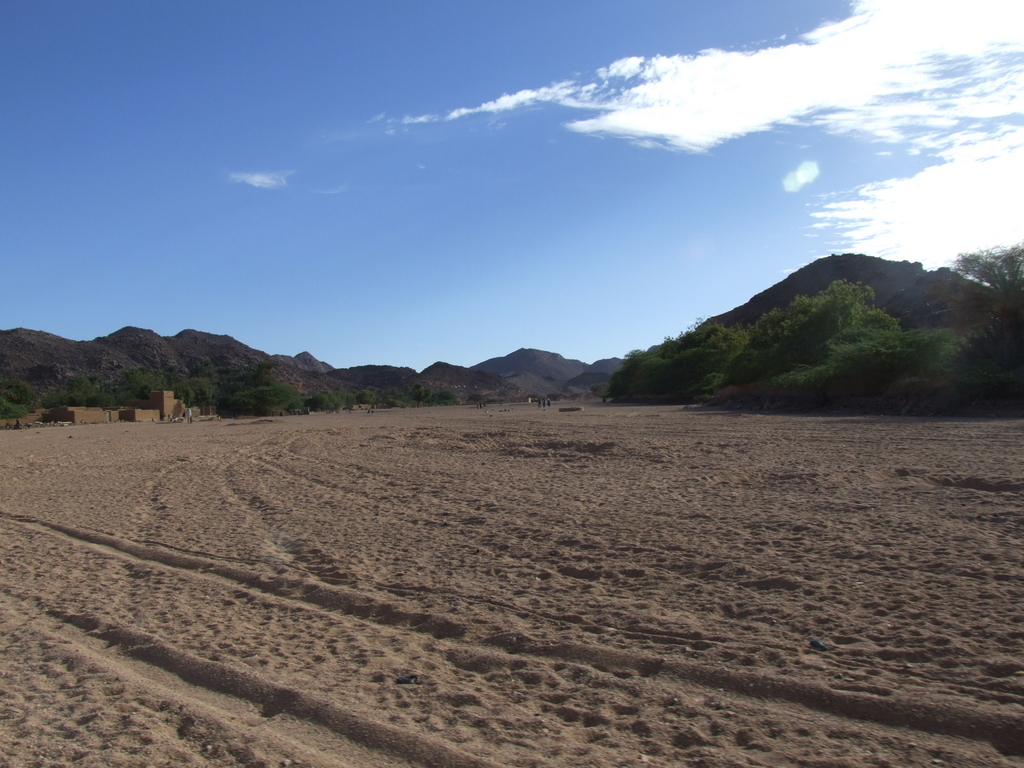
Dans la vallée
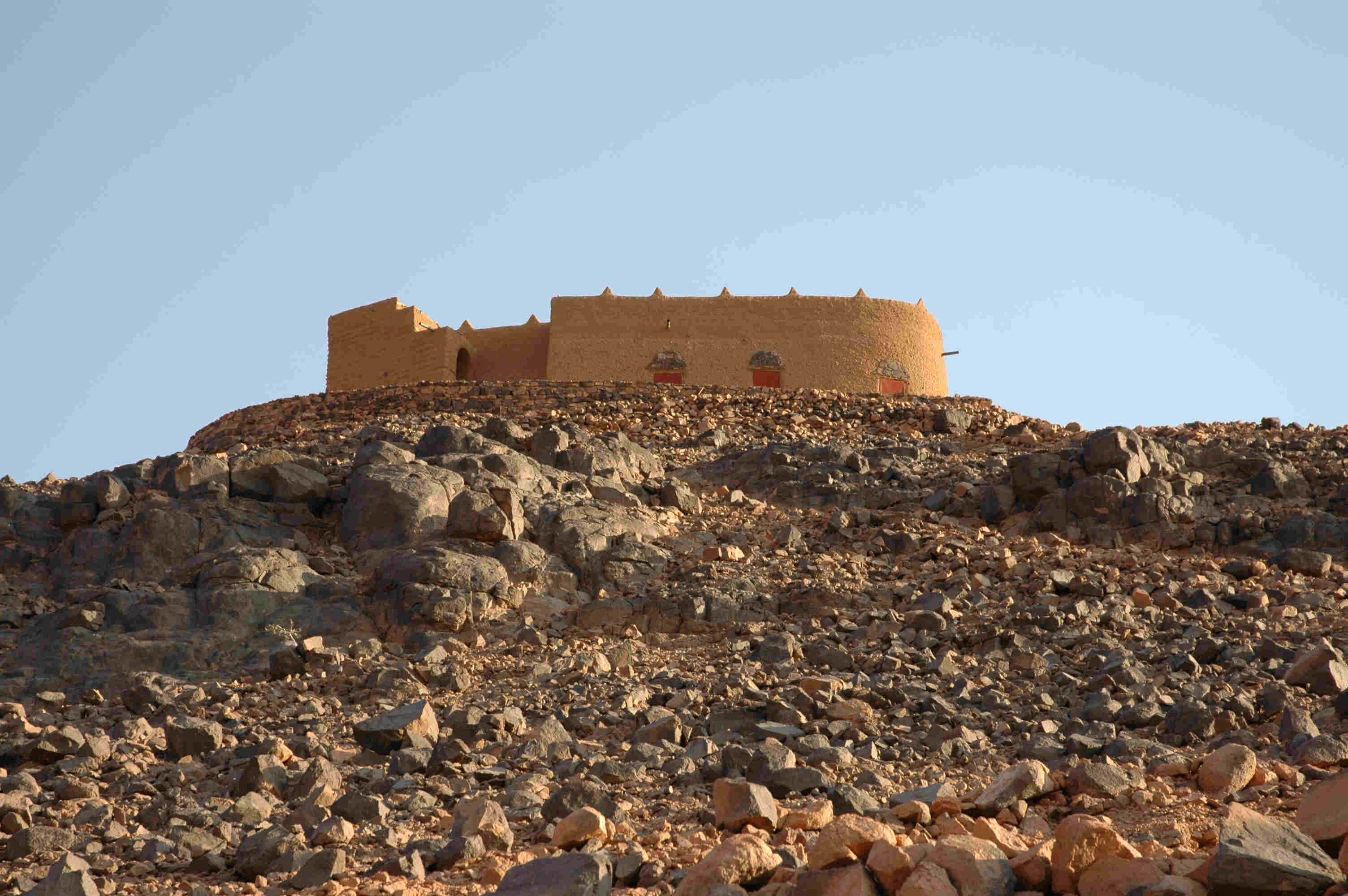
Le Fort Massu construit en 1951.